# Rodenbach bei Puderbach
Rodenbach bei Puderbach là một đô thị ở huyện Neuwied, bang Rheinland-Pfalz, nước Đức. Đô thị Rodenbach bei Puderbach có diện tích 6,62 km².